# Vuoi ballare? - Shall We Dance?
Vuoi ballare? - Shall We Dance? (Shall we ダンス??, Sharu wi Dansu?) è un film del 1996 diretto da Masayuki Suo.
Il titolo fa riferimento alla canzone Shall We Dance? del musical The King and I di Rodgers e Hammerstein; nel 2004 la pellicola è stata oggetto di un remake omonimo interpretato da Richard Gere e Susan Sarandon.

## Trama
In Giappone un uomo di mezza età, sposato, ha dedicato molto del suo tempo alla carriera e la sua vita sembra aver raggiunto un punto fermo. Un giorno, dopo essere rimasto folgorato dalla grazia e dalla dolcezza di una maestra di danza che prende il suo stesso treno, decide di dare libertà ai suoi desideri e si iscrive ad un corso di ballo. L'uomo si dedica con grande passione a questa nuova attività fino a quando la moglie non inizia ad insospettirsi.

## Riconoscimenti
- National Board of Review Awards 1997
  - Miglior film straniero
- Kansas City Film Critics Circle Awards 1998
  - Miglior film straniero